# 俊崇坊
俊崇坊（しゅんそうぼう、生没年不詳）は、安土桃山時代の阿波国雲辺寺の住職である。

## 逸話
1577年に長宗我部元親が雲辺寺を訪れ四国統一の夢を語った際、「薬缶の蓋では水瓶の蓋はできません。あなたも四国全土を覆える器ではなく、土佐一国の器です」と諭したとされる。しかし元親は「我が蓋は元親という名工が鋳た蓋である。たとえ小さくとも四国に蓋をしてみせる」と答えた。
元親は1585年に四国を統一する。しかし、その後羽柴秀吉の四国征伐がはじまり、元親は土佐統一後に約10年間かけて得た伊予・阿波・讃岐を失い、天下統一の夢は破れた。